# Pryvítivka
Pryvítivka (ucraniano: Приві́тівка) es un pueblo de Ucrania, constituido administrativamente como una pedanía del asentamiento de tipo urbano de Zarichne, en el raión de Varash de la óblast de Rivne.
En 2024, el pueblo tenía una población de 575 habitantes.
Se ubica a orillas del río Styr, a medio camino entre Zarichne y Ríchytsia sobre la carretera T1808.

## Historia
Antes de la fundación del actual municipio de Zarichne en 2020, el pueblo era una pedanía del consejo rural de Ríchytsia, en el raión de Zarichne.